# Phalcoboenus albogularis

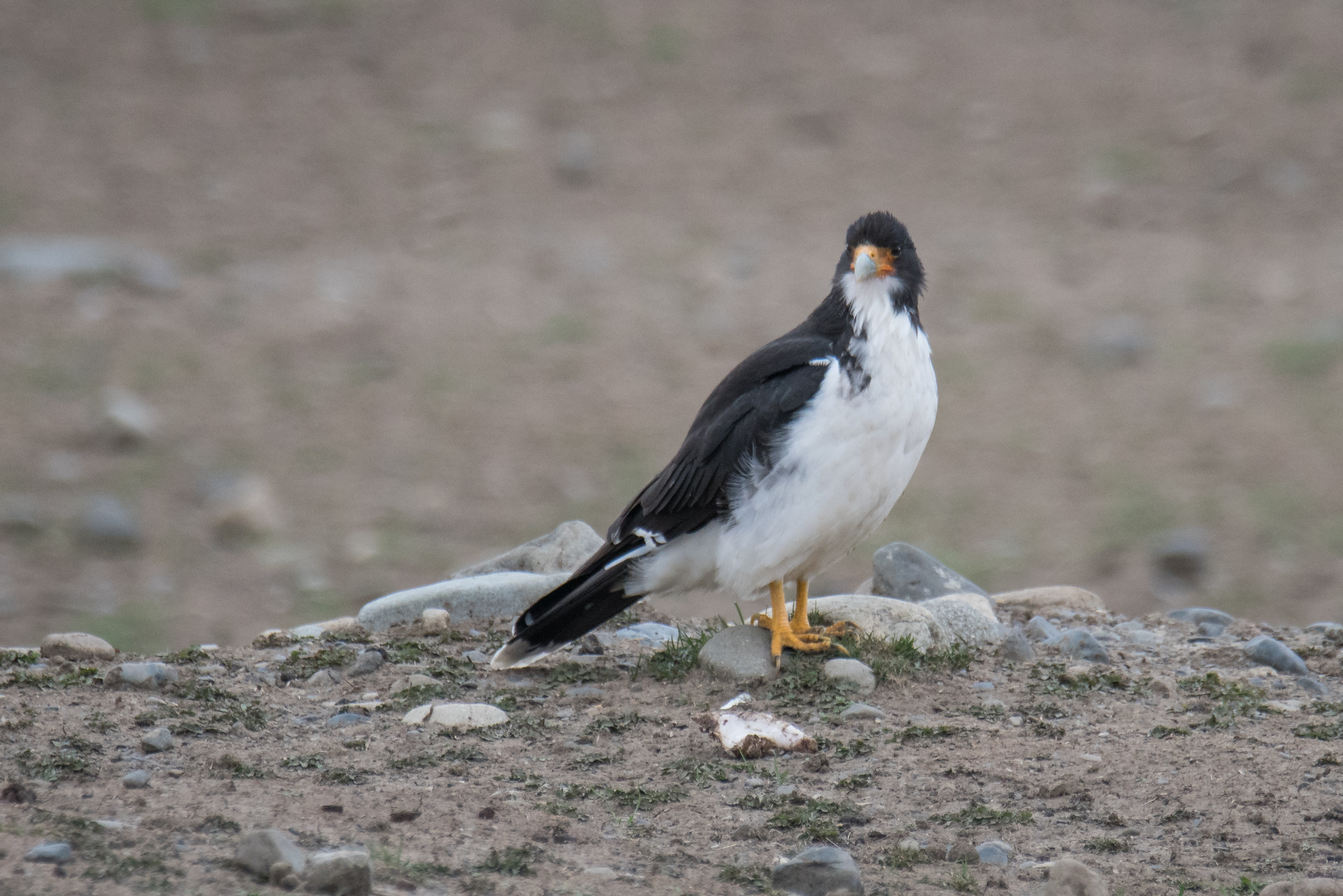
Individuo posado en el suelo

El caracara araucano (Phalcoboenus albogularis), conocido también como Carancho de garganta blanca o Carancho cordillerano del sur es una especie de ave falconiforme de la familia Falconidae que habita el bosque andino patagónico de Chile y Argentina. No se conocen subespecies.

## Otros nombres comunes
Al caracara araucano también se le llama carancho araucano, carancho blanco, carancho cordillerano del sur y matamico blanco.

## Características
En esta especie todo el vientre es blanco, incluso el pecho. Cara amarilla que rodea el ojo. De longitud logra entre 47 y 55 cm. El aspecto de los adultos es similar al del Caracara andino. Se diferencia en que el que tratamos aquí tiene la garganta y el pecho blanco. El plumaje de los jóvenes de esta especie son color castaño, el pico lo tienen oscuro y las patas son color hueso.

## Distribución
Su distribución es alopátrica respecto a la de Phalcoboenus megalopterus que habita la misma región pero cuya distribución es el norte de la cordillera de los Andes.
En Chile habita el Bosque de arauco y en Argentina en cercanías del Lago Belgrano, en la Provincia de Santa Cruz.

## Historia natural
Habita desde el nivel del mar hasta elevaciones de 3.000 metros. Frecuenta lugares donde hay árboles como otros lugares prácticamente descampados, como los acantilados rocosos. La alimentación básica de esta ave consiste de carroña. Se le ve en compañía de los buitres cuando está comiendo. Construye el nido en los salientes de rocas en las montañas.